# Tatoli

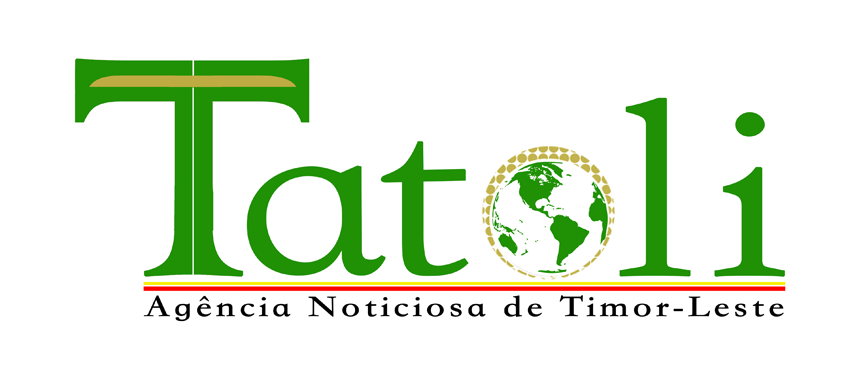
Logo der Tatoli

Tatoli, ehemals Agência Noticiosa de Timor-Leste ANTIL (deutsch Nachrichtenagentur von Osttimor), ist die staatliche Nachrichtenagentur von Osttimor. Ihr Betrieb wurde offiziell am 27. Juli 2016 in der Landeshauptstadt Dili gestartet. Die Agentur ist im Regierungspalast am Largo Infante D Hernique untergebracht.
Das Wort „Tatoli“ stammt aus dem Tetum und bedeutet „jemandem (etwas/eine Nachricht) zur Weitergabe anvertrauen; (etwas/eine Nachricht) für jemanden weitergeben“.

## Hintergrund

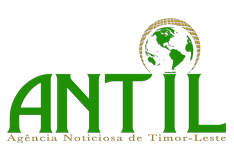
Altes Logo der ANTIL

Tatoli bietet Nachrichten in Tetum, Portugiesisch und Englisch aus nationaler und gemeindlicher Ebene des Landes. Neben Texten liefert die Agentur auch Fotos und Videos. Mit einer App ist der Inhalt der Webseite auch mit Smartphone abrufbar.
Die Nachrichtenagentur wurde seit März 2015 von der Regierung geplant, am 3. Februar 2016 wurde die Schaffung der ANTIL durch das Kabinett Osttimors beschlossen und am 16. März im Jornal da República 9/2016 der Beschluss veröffentlicht. Sie ist dem für Medien zuständigen Ministerium unterstellt.
Danach wurde die ANTIL Mitglied der Aliança das Agências de Informação de Língua Portuguesa (ALP), der Vereinigung der portugiesischsprachigen Nachrichtenagenturen. Die Umbenennung in Tatoli erfolgte bald.